# Gafieira Estudantina
Gafieira Estudantina é uma instituição dedicada promover ensaios e bailes de salão, localizada na Praça Tiradentes, no Centro do Rio de Janeiro.

## História
A Gafieira Estudantina Musical foi fundada no ano de 1928, por Manoel Gomes Matário e um estudante de Direito de nome Pedro, daí a origem do nome da casa. Anos mais tarde, mudou-se para o bairro do Catete, até a década de 1940. Em 1942, a casa se mudou novamente, agora para o Centro, na Praça Tiradentes, nº 79, que à época, era o maior reduto do teatro de revista, por onde desfilavam vedetes, bailarinos, atrizes, coreógrafos, entre outros participantes desse tipo de espetáculo.
Após inativa por algum tempo, foi comprada e reaberta na década de 1970 por Isidro Page Fernandez.
A casa normalmente é cenário das novelas de Glória Perez, tais como O Clone e A Força do Querer.
Recebeu o título de Patrimônio Cultural Carioca, da Prefeitura da cidade.
Devido a atrasos nos alugueis, a Ordem Terceira do Carmo, dona do imóvel, entrou com uma ação de despejo contra a casa, que foi fechada em outubro de 2017.

## Estudantina Musical Futebol Clube
Sob o nome de Estudantina Musical Futebol Clube, a Gafieira Estudantina disputou o Torneio Aberto de Futebol do Rio de Janeiro de 1937.